# Marcel Wilmet
Marcel Wilmet (Oostende, 27 januari 1950) is een Belgisch voormalig redacteur en journalist.

## Levensloop
Wilmet studeerde letterkunde aan de VUB, alwaar hij afstudeerde als licentiaat in de pers- en communicatiewetenschappen.
In 1973 ging hij aan de slag bij Het Laatste Nieuws, als reporter. Later werd hij er redactiesecretaris en rubriekleider informatica. In 1989 werd hij er adjunct-hoofdredacteur en vervolgens in 1994 hoofdredacteur, in opvolging van René Adams. Nadat in 1996 Paul Daenen en Jaak Smeets aangesteld werden als hoofdredacteur, werd Wilmet directeur-hoofdredacteur. Een jaar later werd hij ontslagen, de functie van directeur-hoofdredacteur werd niet opnieuw ingevuld.
Later richtte hij samen met journalist Baudouin Elleboudt het studiebureau ID-site op, dat onder andere het magazine ID-side uitgaf. Vervolgens ging hij aan de slag bij Moulinsart, dat de rechten op het werk van Hergé beheert. Voor deze organisatie lanceerde hij het tijdschrift Hergé. Sinds januari 2011 treedt hij op als Hergé-expert voor veilinghuizen.